# Josepha Kraigher-Porges

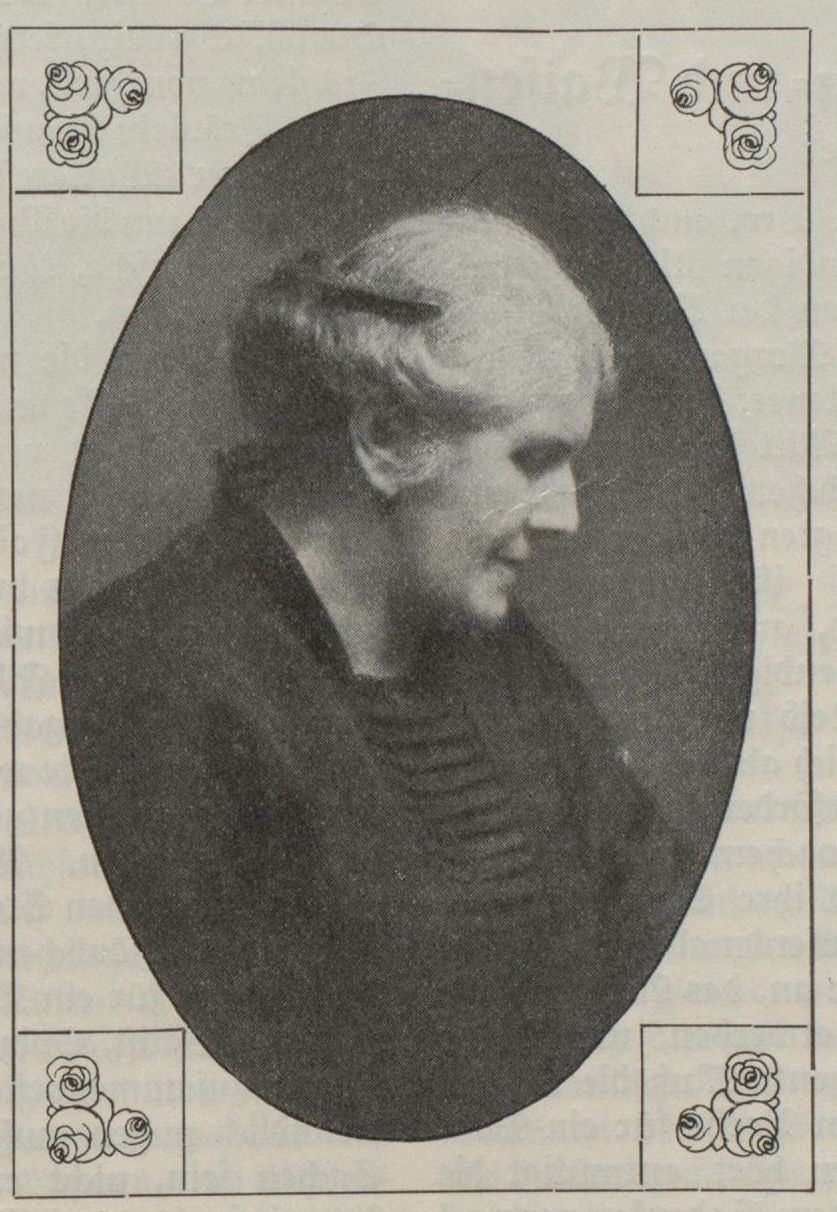
Josepha Kraigher-Porges, um 1917

Josepha Kraigher-Porges (* 18. März 1857 in der Ortschaft Maria Elend, Sankt Jakob im Rosental, Österreich-Ungarn; † 14. Oktober 1937 in Bern) war eine kärntnerische Schriftstellerin, Pazifistin und Philanthropin. 

## Leben und Werk
Josepha Kraigher-Porges war die Tochter eines Gastwirts, namens Lederer, und der einer friaulischen Familie entstammenden Anna Kraigher († 1862). Nach dem Tod ihrer Mutter wurde sie von Pflegeeltern erzogen und lebte an verschiedenen Orten in Österreich, darunter Klagenfurt, Graz und Wien. 1879 heiratete sie Friedrich Zacharias († 1910), Mitbesitzer eines Bergwerks, und hatte mit ihm eine Tochter. Anfang des 20. Jahrhunderts lernte sie in Berlin den Jugendstilkünstler Fidus kennen, den sie mit dem Kauf von Werken und durch Vermittlung von Aufträgen regelmäßig unterstützte. Nach ausgedehnten Reisen durch Deutschland, Frankreich und die Schweiz ließ sie sich bis ca. 1908 in Zürich nieder. Nach dem Tod ihres Mannes war sie bis 1913 in Wien gemeldet. Als Witwe musste sie dort ihre Besitztümer verkaufen.
Ab Beginn des Ersten Weltkrieges mobilisierte sie von Bern aus erfolgreich die Privathilfe für österreichische Kriegswitwen und Waisenkinder. Frühzeitig propagierte sie die Idee des „Kinderdorfes“ und regte den Austausch der Kinder zur Erlernung fremder Sprachen an. Ein Zitat von ihr lautet: Unser bester Schutz sind stets wir selbst.
1915 gründete sie in Krems den Verein Frauenkriegsbeisteuer.
Am 18. Mai 1930 heiratete sie in Bratislava den österreichischen Generalmajor und Schriftsteller Karl August Porges (Pseudonym Carl Hilm), den sie in Graz kennengelernt hatte, und siedelte mit ihm, ihrer Tochter und ihrem Enkelkind zuerst nach Meran, dann in die Schweiz über. Ihre letzten Lebensjahre verbrachte sie abwechselnd in Krems an der Donau, Zürich und Bern.
Die Aufzeichnungen Lebenserinnerungen fanden über die engere Heimatliteratur hinaus als Zeitdokument viel Beachtung. Während der NS-Diktatur waren ihre Bücher im Deutschen Reich verboten. Die Österreichische Literarische Gesellschaft verlieh ihr 1932 das „Goldene Ehrenzeichen“. In Klagenfurt gibt es im 13. Bezirk die Josepha-Kraigher-Porges-Straße.
Josepha Kraigher-Porges fand ihre letzte Ruhestätte auf dem Bremgartenfriedhof in Bern.

## Werke
- Keuschele. Memoiren einer All-Europäerin. 2 Bände (Band 1: Buch der Kindheit, Band 2: Kreuzwege des Lebens). Ed. Plumule, Regen 1913.
- Lebenserinnerungen einer alten Frau. Grethlein & Co., Leipzig/Zürich 1926. Nachdruck des Originals, Buch der Kindheit, ISBN 978-3-7387-2176-8.
- Sagen und Märchen der alten Margret. Grethlein & Co., Leipzig 1930.